# Melanterius imitator
Melanterius imitator – gatunek chrząszcza z rodziny ryjkowcowatych i podrodziny Molytinae.
Gatunek ten opisany został w 1913 roku przez Arthura Millsa Lea.
Chrząszcz o ciele długości od 3 mm, ubarwionym czarno z czerwonymi: czułkami, odnóżami oraz wierzchołkiem przedplecza. Głowa z dość długim i cienkim, gęsto punktowanym ryjkiem oraz z umiarkowanym rozstawem oczu. Trzonek czułka krótszy niż funiculus, osadzony w 3/7 długości ryjka, licząc od wierzchołka. Na dość silnie poprzecznym przedpleczu gęste punktowanie. Pokrywy podługowato-sercowate w obrysie, o delikatnie zaokrąglonych bokach. W rzędach pokryw dość duże punkty. Międzyrzędy są ostro żeberkowate, z wyjątkiem większej części pierwszego i nasadowej 1/6 drugiego; każdy z nich ma po każdej stronie rządek szczecinek. Szczecinki porastają także przedplecze, spód ciała i odnóża. Ząbki na udach przednich i środkowych lekko, a tylnych umiarkowanie rozwinięte.
Ryjkowiec australijski, znany z Australii Południowej.